# Скульптурна композиція «Роман з контрабасом»
«Роман з контрабасом» — скульптурна композиція створена за мотивами оповідання А. П. Чехова «Роман з контрабасом». Розташована у місті Таганрозі на Пушкінській набережній. Встановлена 12 вересня 2008 року до світкування Дня міста. Автор роботи — Линдін Дмитро Васильович, член Спілки художників Росії (м. Ростов-на-Дону).
Скульптура з бронзи на низькому гранітному постаменті. Просвіт у контрабасі по формі жіночої фігури додає композиції підкреслено гумористичний і в той же час креативний характер.
Витрати на виготовлення скульптури і установку (благоустрій) — 1 341,853 тисяч рублів.